# 遠景俱樂部
好景俱乐部（英語：Buena Vista Social Club）是一个成立于1996年的古巴乐团，旨在复兴古巴革命前的音乐。该项目由World Circuit经理尼克·戈德组织，美国吉他手雷·库德出品，并由胡安·德·马库斯·冈萨雷斯掌舵。他们决定以好景俱乐部（一间上世纪四十年代的俱乐部，坐落在哈瓦那湾景区，在当时非常受欢迎）来命名这个组合。为了完美复刻四十年代古巴的流行音乐，如颂乐、波莱罗与达颂，他们召集了一众早已隐退的老音乐家。
乐团的同名专辑于1996年的三月开始录制，并于97年的九月开始发售。专辑很快就大获成功，收到了来自国际的廣泛好评。巨大的成功直接使得他们下定决心在1998年于阿姆斯特丹和纽约市举办现场演出。德国导演文·溫德斯拍下了现场演出的全程，并用做他执导的一部同名纪录片的素材，这部纪录片还包括出发巡演之前对于这些乐手的直接采访。纪录片在1999年6月发布，同样获得了巨大的成功，甚至获得了奥斯卡最佳纪录片奖的提名以及数个包括欧洲电影奖在内的纪录片特别奖。在大获成功之后，2017年，露西·沃克推出了纪录片的续集：《Buena Vista Social Club: Adios》，讲述了这些音乐家结束演出回到家乡的经历，以及他们看着自己的同伴一个个逝去时的感受。
专辑和纪录片的双重成功很大程度上重新引起了人们对于古巴传统音乐，乃至全拉美音乐的兴趣。这些音乐家们中的不少人随后推出了颇受好评的个人专辑，或者选择与其他音乐流派的音乐人一同合作。“好景俱乐部”一词甚至变成了这一类音乐的统称，用来代指1930~1950年间的所有古巴音乐，而非单单这一张专辑。不过对于这张专辑内最亮眼的音乐家们来说，这样的荣光并没有持续多久：坎贝·瑟冈多和鲁本·冈萨雷斯于2003年逝世，享年95及84岁；易卜拉欣·法雷尔于2005年去世，享年78岁。
好景俱乐部的其他成员，如老歌唱家奥玛拉·波图敦多、小号手曼努尔·米拉波、鲁特琴手巴巴里多·托雷斯与长号手兼指挥耶稣·拉摩斯与新加入的成员，如歌手卡洛斯·卡伦加和琴师罗兰多·鲁纳组成了一个新的组合，名为好景俱乐部管弦乐团（Orquesta Buena Vista Social Club）。